# Вулиця Гліба Бабіча
Ву́лиця Глі́ба Ба́біча — вулиця в Дарницькому районі міста Києва, масив Позняки. Пролягає від Причальної вулиці до проспекту Петра Григоренка.
Прилучається Сортувальна вулиця.

## Історія
Вулиця виникла у середині XX століття. Спершу мала назву Тра́нспортна вулиця, а у 1957 році отримала назву Кана́льна вулиця. Сучасна назва — з 2024 року.
Приблизно до початку 2010-х років Канальна вулиця пролягала до Сортувальної вулиці. Продовжена у зв'язку з будівництвом транспортної розв'язки Дарницького мосту.
18 січня 2024 року Київська міська рада ухвалила рішення про перейменування вулиці на честь поета-пісняра, волонтера, учасника російсько-української війни Гліба Бабіча.